# Concrete (musikalbum)
Concrete är ett livealbum med brittiska duon Pet Shop Boys utgiven 2006. Albumet är inspelat 2006 på The Mermaid Theatre tillsammans med den 60 man starka The BBC Concert Orchestra. Största hitsen varvas med låtar från det föregående studioalbumet Fundamental. Bland andra gästar Robbie Williams på låten "Jealousy". 

## Låtlista
1. Left to My Own Devices
2. Rent
3. You Only Tell Me You Love Me When You're Drunk
4. Sodom and Gomorrah Show
5. Casanova in Hell
6. After All
7. Friendly
8. Integral
9. Numb
10. It's Alright
11. Luna Park
12. Nothing Has Been Proved
13. Jealousy
14. Dreaming of the Queen
15. It's a Sin
16. Indefinite Leave to Remain
17. West End Girls